# Risoluzione 198 del Consiglio di sicurezza delle Nazioni Unite
La risoluzione 198 del Consiglio di sicurezza delle Nazioni Unite, adottata il 18 dicembre 1964, dopo aver riaffermato le precedenti risoluzioni sul tema di Cipro, ha esteso lo stazionamento della Forza di mantenimento della pace delle Nazioni Unite a Cipro per ulteriori 3 mesi, fino al termine del 26 marzo 1965.